# Вибрационный гироскоп
Вибрационные гироскопы (англ. Vibrating structure gyroscope) — гироскопические устройства, сохраняющие направление своих колебаний при повороте основания. 
Этот тип гироскопов является намного более простым и дешёвым при сопоставимой точности по сравнению с роторными гироскопами. В англоязычной литературе также употребляется термин «кориолисовы вибрационные гироскопы» (англ. Coriolis vibratory gyroscope, CVG), учитывающий принцип действия, основанный на эффекте действия силы Кориолиса, как и у роторных гироскопов.

## Принцип работы
Пусть два подвешенных грузика вибрируют на плоскости в MEMS-гироскопе с частотой {\displaystyle \omega _{r}}. Тогда
при повороте гироскопа возникает Кориолисово ускорение, равное
{\displaystyle {\vec {a}}_{c}=-2({{\vec {v}}\times {\vec {\Omega }}})},
где {\displaystyle {\vec {v}}} — скорость и {\displaystyle {\vec {\Omega }}} — угловая частота поворота гироскопа.
Горизонтальная скорость колеблющегося грузика получается как {\displaystyle X_{ip}\omega _{r}\cos(\omega _{r}t)},
а положение грузика в плоскости — {\displaystyle X_{ip}\sin(\omega _{r}t)}.
В результате, внеплоскостное движение {\displaystyle y_{op}}, вызываемое поворотом гироскопа, описывается выражением:
{\displaystyle y_{op}={\frac {F_{c}}{k_{op}}}={\frac {2m\Omega X_{ip}\omega _{r}\cos(\omega _{r}t)}{k_{op}}}},
где
{\displaystyle m} — масса колеблющегося грузика,
{\displaystyle k_{op}} — коэффициент жёсткости пружины в направлении, перпендикулярном плоскости,
{\displaystyle \Omega } — величина поворота в плоскости перпендикулярно движению колеблющегося грузика.
В общем случае отработка возмущающих воздействий осуществляется пропорционально угловой скорости или углу поворота основания (интегрирующие гироскопы).

## Разновидности
- Пьезоэлектрические гироскопы.

Гироскоп на МАКС-2009

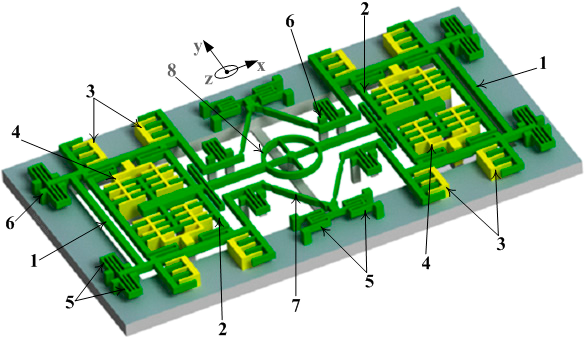
MEMS-гироскоп

- Волновые твёрдотельные гироскопы (ВТГ)[3][4][5]. Работа одной из разновидностей ВТГ разработанные с 80-х гг. компаниями GE Marconi, GE Ferranti (ВБ), Watson Industires Inc. (США), Inertial Engineering Inc. (США) Innalabs, и другими основаны на управлении двумя стоячими волнами в физическом теле — резонаторе, который может быть как осесимметричным, так и циклически-симметричным. При этом, осесимметричная форма резонатора позволяет достичь характеристик гироскопа, а именно: значительно увеличить срок жизни гироскопа и его удароустойчивость, что критично для многих систем стабилизации. Резонаторы подобных КВГ вибрируют по второй форме колебаний (как и в HRG). Таким образом, стоячие волны — это колебания эллиптической формы с четырьмя пучностями и четырьмя узлами, расположенными по окружности края резонатора. Угол между смежными узлами / пучностями составляет 45 градусов. Эллиптическая форма колебаний возбуждается до определённой амплитуды. Когда гироскоп поворачивается вокруг оси чувствительности, результирующие Кориолисовы силы, воздействующие на элементы вибрирующей массы резонатора, возбуждают парную форму колебаний. Угол между главными осями двух режимов составляет 45 градусов. Замкнутый контур управления (компенсационная обратная связь — КОС) гасит парную форму колебания к нулю. Амплитуда силы (то есть сигнал пропорциональные току или электрическому напряжению в цепи КОС), необходимая для этого, пропорциональна угловой скорости вращения датчика. Соответствующая система замкнутого контура управления называется компенсационной, аналогично КОС маятниковых акселерометров и классических роторных ДУС (датчики угловой скорости). Для генерирования компенсационной силы и считывания вызванных движений используются пьезоэлектрические элементы, закреплённые на резонаторе. Подобная электромеханическая система в высокой степени эффективна и обеспечивает низкий уровень шума выходного сигнала и широкий диапазон измерения, необходимые для многих «тактических» применений (хотя и снижает чувствительность датчика пропорционально расширению его диапазона измерений). Упомянутые гироскопы используют современные сплавы инварного типа с паянными пьезоэлектрическими элементами ввода-вывода или пьезокерамические резонаторы с вжиганием электродов. В любом случае, их добротность теоретически ограничена величинами порядка 100 тыс. (на практике, обычно, не выше 20 тыс.), что на несколько порядков ниже много-миллионной добротности резонаторов КВГ из кварцевого стекла или монокристаллов, используемых для «стратегических» применений.
- Камертонные гироскопы.
- Вибрационные роторные гироскопы (в том числе динамически настраиваемые гироскопы)[6].
- МЭМС-гироскопы[6].

## Применение

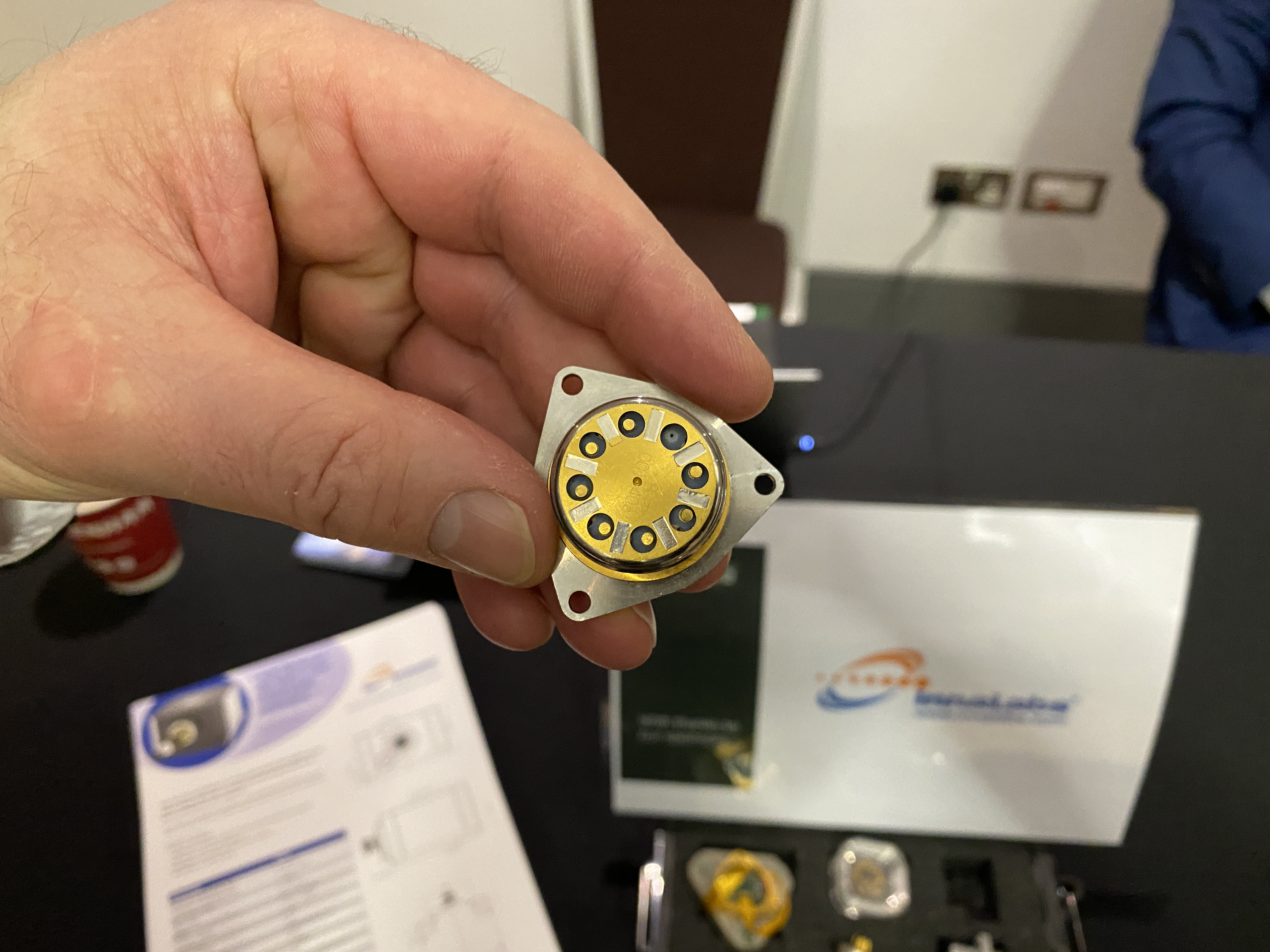
CVG ирландской компании InnaLabs

Микромеханические вибрационные гироскопы применяются в системе измерения наклона электрического самоката Сегвей. Система состоит из пяти вибрационных гироскопов, чьи данные обрабатываются двумя микропроцессорами.
Подобные типы микрогироскопов используются в мобильных устройствах, в частности, в мультикоптерах, фотоаппаратах и видеокамерах (для управления стабилизацией изображения), в смартфонах и т.д.
CVG получили распространение в системах инерциальной навигации, а также стабилизации платформ и дистанционно-управляемых башен бронетанковой техники.